# Great Harwood
Great Harwood es una villa del distrito de Hyndburn, en el condado de Lancashire (Inglaterra).

## Geografía
Según la Oficina Nacional de Estadística británica, Great Harwood tiene una superficie de 1,98 km².

## Demografía
Según el censo de 2001, Great Harwood tenía 11 217 habitantes (48,66% varones, 51,34% mujeres) y una densidad de población de 5665,15 hab/km². El 21,41% eran menores de 16 años, el 70,49% tenían entre 16 y 74 y el 8,09% eran mayores de 74. La media de edad era de 38,88 años.
El 92,78% eran originarios de Inglaterra y el 2,25% de otras naciones constitutivas del Reino Unido, mientras que el 1,13% eran del resto de países europeos y el 3,84% de cualquier otro lugar. Según su grupo étnico, el 92,39% de los habitantes eran blancos, el 0,5% mestizos, el 6,87% asiáticos, el 0,04% negros, el 0,18% chinos y el 0,03% de cualquier otro. El cristianismo era profesado por el 78,49%, el budismo por el 0,1%, el hinduismo por el 0,07%, el judaísmo por el 0,03%, el islam por el 6,74%, el sijismo por el 0,04% y cualquier otra religión por el 0,11%. El 7,84% no eran religiosos y el 6,59% no marcaron ninguna opción en el censo.
Del total de habitantes con 16 o más años, el 26,64% estaban solteros, el 52,48% casados, el 2,69% separados, el 9,19% divorciados y el 9,01% viudos. Había 4702 hogares con residentes, de los cuales el 30,9% estaban habitados por una sola persona, el 9,15% por padres solteros con o sin hijos dependientes, el 36,22% por parejas casadas y el 10,04% sin casar, con o sin hijos dependientes en ambos casos, el 9,04% por jubilados y el 4,66% por otro tipo de composición. Además, había 274 hogares sin ocupar y 4 eran alojamientos vacacionales o segundas residencias.